# AGM-136 Tacit Rainbow
L'AGM-136A Tacit Rainbow était le résultat d'un programme militaire américain de missile anti-radar, qui fut mené de 1982 à 1991.

## Historique

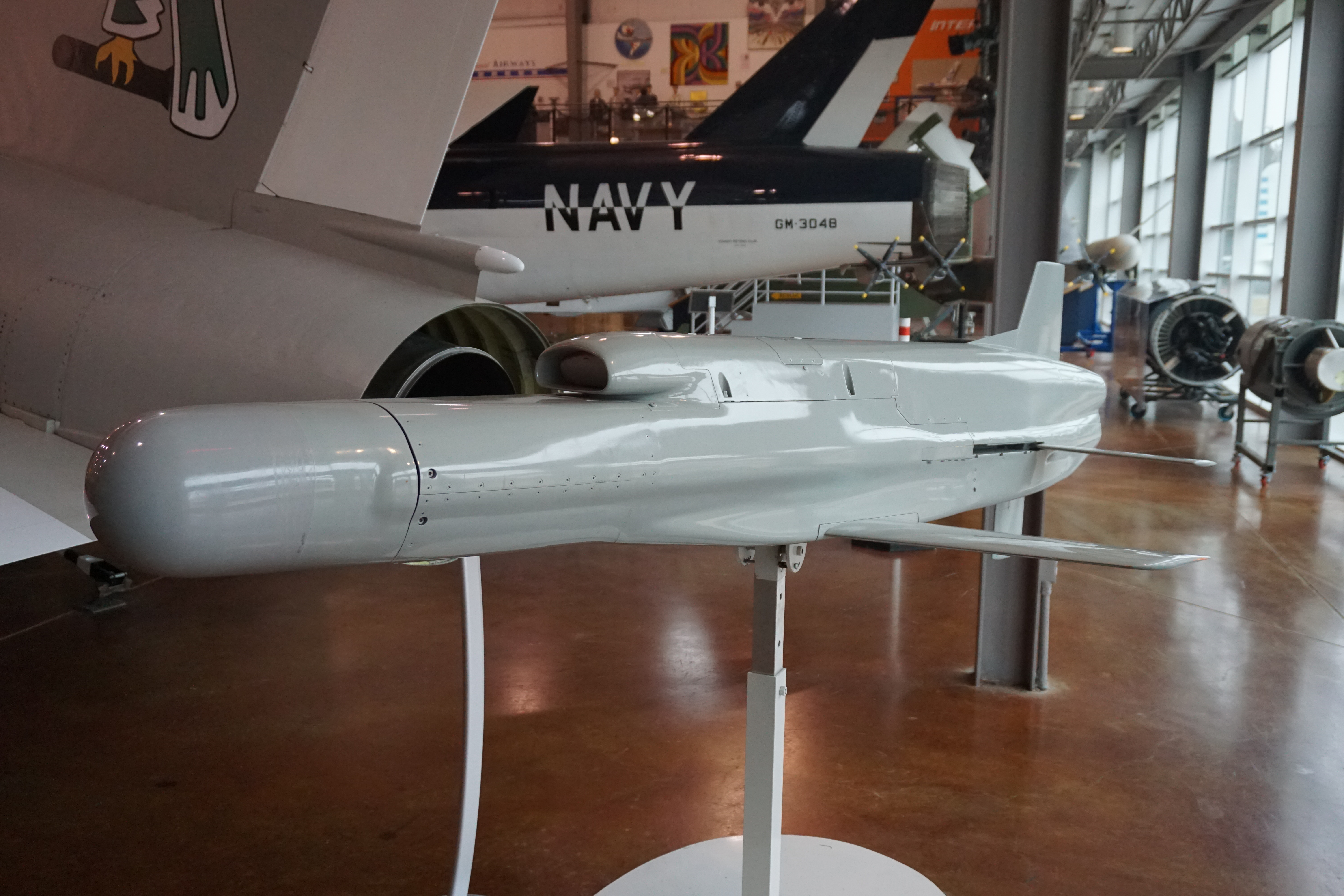
Un AGM-136 au Frontiers of Flight Museum à Dallas en 2015.

L'armée américaine avait exprimé des besoins, concernant l'acquisition d'un système aéroporté économique,, pouvant apporter de l'aide à ses personnels dans la très dangereuse mission que représente l'élimination des défenses aériennes adverses ou « SEAD » (Suppression of Enemy Air Defenses).
Le projet fut lancé par le département de la Défense en 1982, mais fut transféré sous le contrôle de la division des systèmes aéronautiques de l'US Air Force en 1984, en tant que projet commun entre l'Air Force et la Navy. La majeure partie des éléments du système furent conçus et développés par la firme Northrop, assitée de Texas Instruments, fournissant la partie guidage, et Boeing, fournissant un système qui permettait de le lancer depuis un bombardier B-52.
Le premier test de lancement aérien eut lieu le 30 juillet 1984 et fut suivi d'une trentaine de tirs, depuis des chasseurs ou des bombardiers. Les tirs depuis le sol furent effectués à l'aide d'un véhicule MLRS modifié. En 1989, le comité des recherches navales annonça que le projet éprouvait des difficultés, suivi en 1991 par le département de la Défense, qui mit la main sur de nombreux soucis de gestion. Le programme fut abandonné en 1991, sans que le moindre exemplaire de série n'ait été produit et après un coût d'investissement de près de 4 milliards de Dollars. Ce fut seulement le deuxième projet post-Viêt Nam à avoir été annulé juste avant sa mise en production, après avoir effectué la totalité de ses tests de validation.

## Caractéristiques

### Principe d'utilisation
Le système proposé combinait des éléments de missiles de croisière et d'avions sans-pilote, et aurait pu être lancé en grandes quantités par des bombardiers lourds, des chasseurs, voire des lanceurs au sol. Le système aurait agi comme un appât, volant environ 450 km en avance sur les chasseurs-bombardiers qui l'auraient accompagné. Il devait aller survoler certaines zones pré-programmées afin d'aller réveiller les radars ennemis et les faire émettre dans sa direction. Les chasseurs suivant le drone n'auraient plus eu qu'à repérer ces sources d'émission et tirer des missiles anti-radar contre elles. Il aurait pu également attaquer les cibles par lui-même, étant doté d'une charge militaire à cet effet.
Pendant la guerre en Asie du Sud-Est, les Nord-vietnamiens avaient réussi à déjouer les attaques anti-radar adverses en conservant leurs émetteurs éteints afin de ne pas fournir de cibles aux missiles, mais ce système, pouvant rester en maraude pendant de longues périodes était capable d'attendre que les radars soient réactivés et leur aurait plongé dessus à ce moment-là. 
Cette durée de patrouille étendue était le point clé du projet. Cette arme devenait en-fait un système anti-radar « persistant », en opposition à l'AGM-88 HARM (qui n'agissait que par touches ponctuelles), car elle détruisait les radars ou les forçait à rester inactifs pendant de longues heures.

### Fonctionnement
Le Tacit Rainbow est transporté avec les ailes, les plans horizontaux et la dérive repliés, sur un rail de lancement classique (les modèles de tests étaient accrochés à des B-52G, A-6E et A-7). Avant d'être lancé, le missile devra être initialisé et être informé de la position de sa cible, ce qui devrait probablement être fait via le bus de données multiplexé 1553B de l'avion.
Une fois le missile largué, le turboréacteur se met en route, les ailes pivotent à leur position de vol et les gouvernes se déplient. Le missile commence alors à se diriger vers la zone de recherches programmée,. Il y effectuera une trajectoire bien précise, selon un schéma pré-programmé, afin d'« écouter » les émissions radar alentour et en détecter une qui corresponde au profil d'une cible correcte. Une fois cette cible détectée, il lui plonge dessus et la détruit ou la désactive (en fonction de sa taille). La position dorsale de l'entrée d'air alimentant le moteur réduit ses probabilités d'être détecté par les radars au sol, tandis que sa faible signature thermique rend difficile sa détection à l'infrarouge, même par temps clair.
Si le missile perd sa cible (lorsque l'ennemi éteint ses radars), il remonte à son altitude de recherche et attend de retrouver une cible dans sa zone. Si l'ennemi rallume son radar quelques instants plus tard, il s'expose de-nouveau à une attaque du missile.

### Spécifications techniques

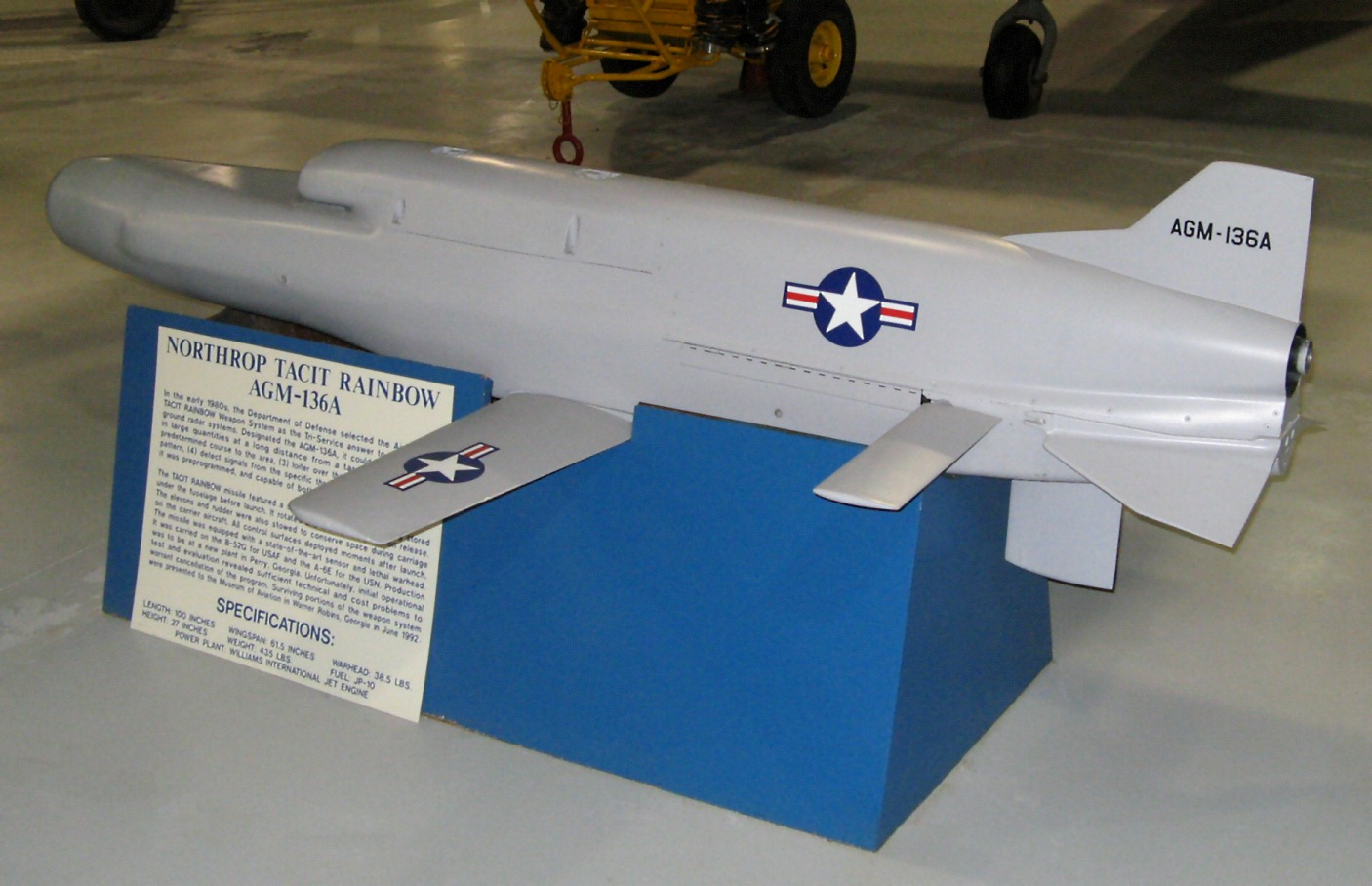
Vue 3/4 arrière d'un AGM-136 au Museum of Aviation (Warner Robins) en 2008.

Les valeurs théoriques ou les propriétés exactes de chaque élément constitutif sont difficiles à préciser, tant le nombre de sources et le secret entourant le projet rendent difficile l'accès à des informations fiables. Il n'en demeure pas moins que certaines caractéristiques semblent assez proches de la réalité.
Il était propulsé par un turbofan Williams F121 de 90 cm et 22 kg, produisant une poussée de 310 N. Certaines sources affirment que les modèles de série auraient employé des modèles Williams International WR-24, dans une version développant une poussée de 1 200 N.
Le système mesurait 2,54 m de long pour une largeur de fuselage de 68,6 mm, et jusqu'à 30 exemplaires devaient pouvoir être emportées par un seul B-52. Il pesait environ 195 kg, dont 18 kg de charge militaire, et son envergure était de 1,75 m, une fois les surfaces portantes et de contrôle déployées. Le diamètre de l'avant du fuselage semble adéquat pour contenir le même type d'antenne de récepteur radio que ceux utilisés par le missile HARM, ce qui semblerait fort probable, étant donné que Texas Instruments  était impliqué dans le programme. De la même manière, la capacité d'attribuer des priorités aux cibles pourrait avoir été prévue d'être intégrée dans l'électronique de bord du Tacit Rainbow, ce qui serait intéressant pour sa propre protection en vol.
L'évocation de la participation de Singer Kearfott dans le programme suggère la présence d'une unité de référence inertielle très précise, probablement un Gyroscope laser alimentant en informations le pilote automatique du missile. La contribution de Boeing semble moins évidente à évaluer, mais sa contribution dans les projets précédents mène à penser qu'elle aurait participé à concevoir l'interface entre le missile et l'avion porteur.
En se basant sur les précédentes analyses, et en considérant que le premier tiers du fuselage de l'AGM-136 contient tous les éléments de guidage et la charge explosive, il apparaît qu'une quantité de carburant d'environ 100 lbs (environ 45 kg) serait emportée par le missile, ce qui pourrait lui offrir une endurance d'au-moins vingt minutes. Les vraies capacités du missile sont évidemment un secret bien gardé.
Un détail inhabituel de ce missile est la double-tuyère placée dans la queue de l'appareil. La plus basse des deux est très probablement celle permettant d'éjecter les gaz chauds du moteur principal, mais il semblerait que celle du haut soit celle d'un moteur-fusée supplémentaire. Le missile aurait peut-être donc la possibilité d'allumer ce propulseur supplémentaire au moment de plonger sur sa cible, réduisant donc considérablement le temps de réaction disponible de ses opérateurs.
Les vitesses et portées atteintes demeurent incertaines, mais il est probable que la vitesse faisait partie du domaine du faible subsonique et toutes les sources s'accordent à dire que sa portée était loin d'égaler les 450 km espérés.

## Appareils existants
Ci-dessous, les quatre musées possédant ou ayant possédé un Tacit Rainbow dans leur collection :
- Museum of Aviation (Warner Robins) (en) : Robins Air Force Base, Géorgie (États-Unis).
- National Museum of the United States Air Force : Base aérienne de Wright-Patterson, près de Dayton, dans l'Ohio [3].
- U.S. Naval Museum of Armament & Technology : centre d'essai des armements de China Lake, dans le désert des Mojaves, Californie, à 230 km au nord-est de Los Angeles.
- Frontiers of Flight Museum (en) : Dallas